# Park Jordanowski w Sosnowcu
Park Jordanowski położony w Starym Sosnowcu, to niewielki park miejski, graniczący ze stadionem lekkoatletycznym MKS Płomień – najmniejszy z parków miejskich Sosnowca. 
W latach 60. i 70. XX wieku zabudowa stadionu zmniejszyła teren parku do postaci mocno fragmentarycznej.